# Fritz Bohnsack
Fritz Bohnsack (* 5. April 1923 in Hamburg) ist emeritierter (1988) Professor für Erziehungswissenschaften mit dem Schwerpunkt Schulpädagogik an der Universität Essen.

## Veröffentlichungen
- Erziehung zur Demokratie. John Dewey’s Pädagogik und ihre Bedeutung für die Reform unserer Schule, Ravensburg, 1976, Otto Mayer Verlag.
- Schule - Verlust oder Stärkung der Person?, Bad Heilbrunn, 2008, Klinkhardt
- Martin Bubers personale Pädagogik, Bad Heilbrunn, 2008, Klinkhardt
- John Dewey: ein pädagogisches Porträt, Weinheim, 2005, Beltz
- Demokratie als erfülltes Leben: die Aufgabe von Schule und Erziehung; ausgewählte und kommentierte Aufsätze unter Berücksichtigung der Pädagogik John Deweys, Bad Heilbrunn/Obb., 2003, Klinkhardt